# Eslováquia nos Jogos Olímpicos de Inverno de 2010

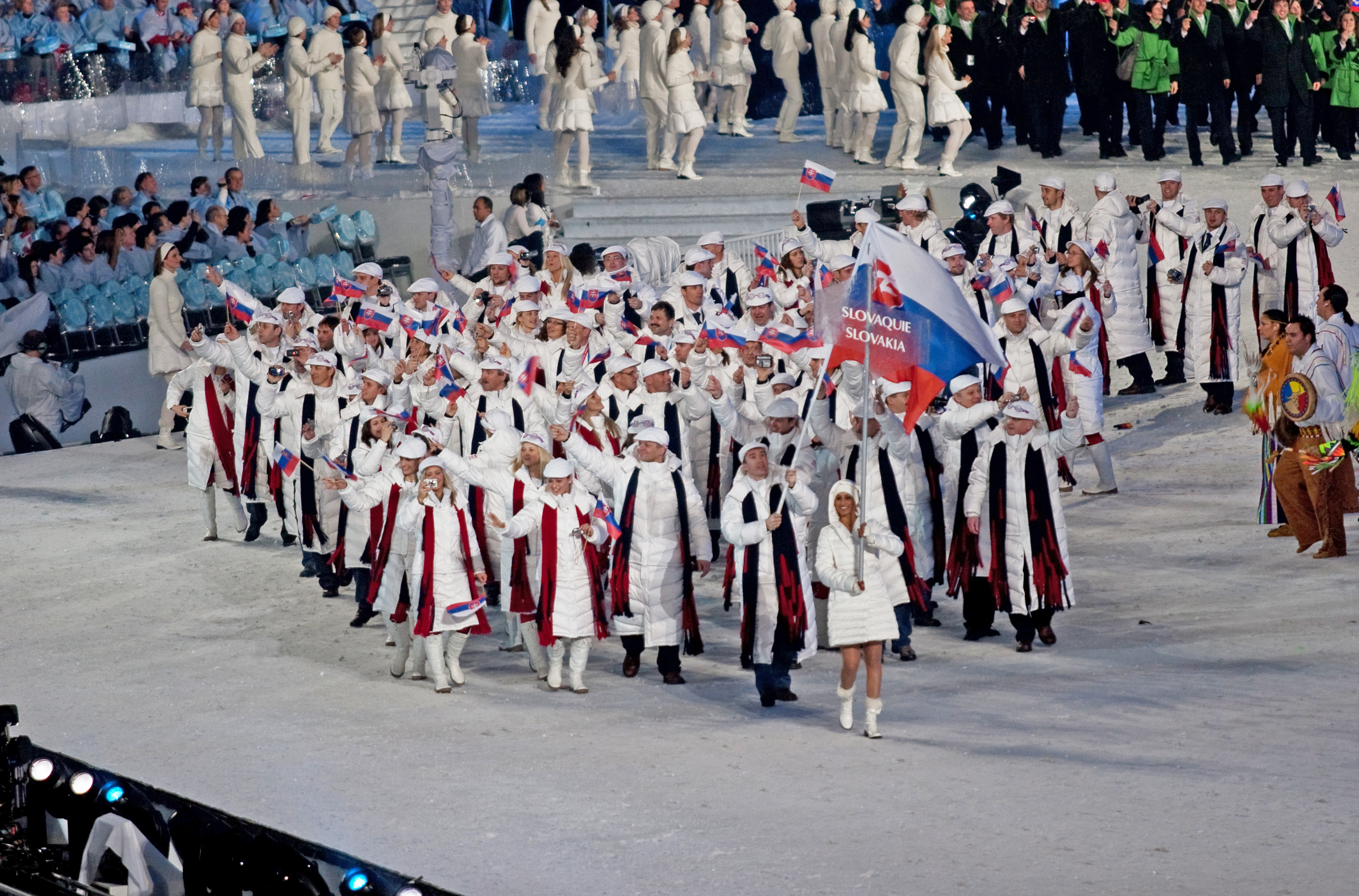
Delegação eslovaca durante a cerimônia de abertura.

A Eslováquia participou dos Jogos Olímpicos de Inverno de 2010, realizados em Vancouver, no Canadá. Foi a quinta aparição do país em Olimpíadas de Inverno.
Anastasiya Kuzmina conquistou a primeira medalha de ouro da história da Eslováquia em Jogos Olímpicos de Inverno na prova de velocidade do biatlo.

### 

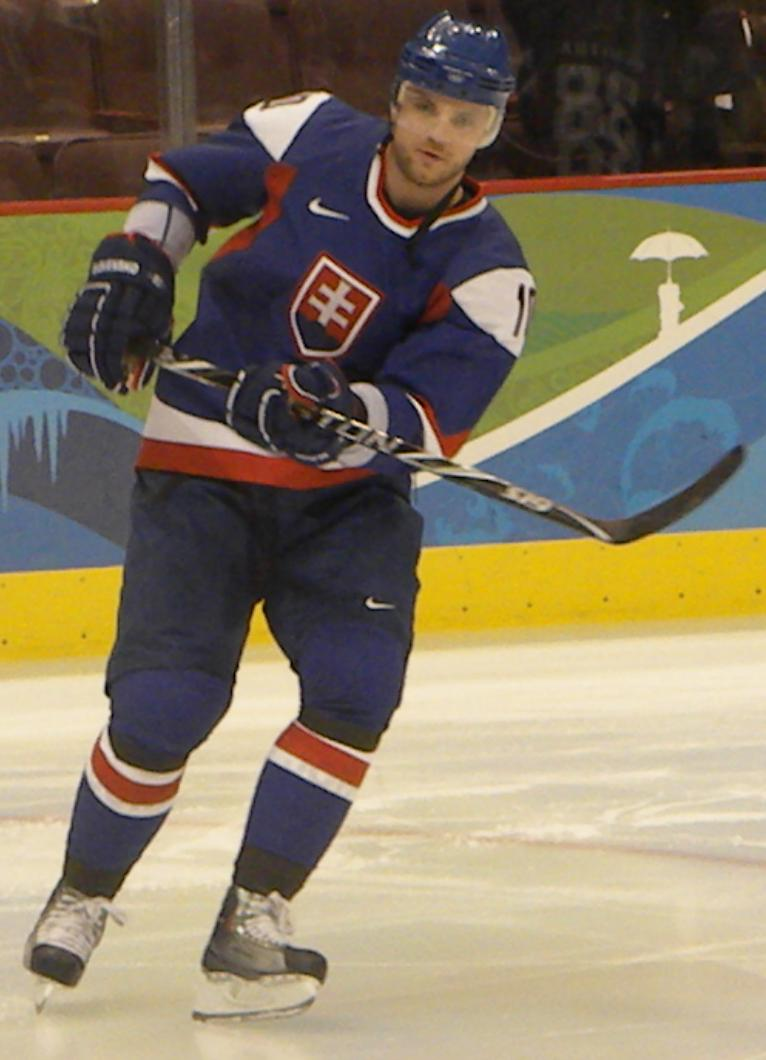
Marián Gáborík durante os Jogos.

## Medalhas
| Atleta             | Esporte | Evento                     | Medalha |
| ------------------ | ------- | -------------------------- | ------- |
| Anastasiya Kuzmina | Biatlo  | Velocidade feminino        | Ouro    |
| Anastasiya Kuzmina | Biatlo  | Perseguição feminino       | Prata   |
| Pavol Hurajt       | Biatlo  | Largada coletiva masculina | Bronze  |

## Desempenho

### Biatlo
Feminino
| Atleta                                                                | Evento            | Final     | Final       | Final            |
| Atleta                                                                | Evento            | Tempo     | Penalidades | Posição          |
| --------------------------------------------------------------------- | ----------------- | --------- | ----------- | ---------------- |
| Jana Gereková                                                         | Velocidade        | 21:54.0   | 3 (1+2)     | 40º              |
| Jana Gereková                                                         | Perseguição       | 34:20.1   | 4 (0+3+0+1) | 40º              |
| Jana Gereková                                                         | Individual        | 45:46.4   | 4 (1+0+1+2) | 46º              |
| Martina Halinárová                                                    | Velocidade        | 22:19.0   | 2 (1+1)     | 54º              |
| Martina Halinárová                                                    | Perseguição       | LAP       | 6 (1+2+3+ ) |                  |
| Martina Halinárová                                                    | Individual        | 45:38.7   | 3 (0+1+0+2) | 44º              |
| Ľubomíra Kalinová                                                     | Velocidade        | 23:47.2   | 5 (3+2)     | 81º              |
| Ľubomíra Kalinová                                                     | Individual        | 50:38.7   | 7 (2+0+2+3) | 80º              |
| Anastazia Kuzmina                                                     | Velocidade        | 19:55.6   | 1 (1+0)     | Medalha de ouro  |
| Anastazia Kuzmina                                                     | Perseguição       | 30:28.3   | 2 (0+1+1+0) | Medalha de prata |
| Anastazia Kuzmina                                                     | Individual        | 45:16.0   | 5 (2+1+1+1) | 39º              |
| Anastazia Kuzmina                                                     | Largada coletiva  | 36:02.9   | 3 (1+1+1+0) | 8º               |
| Martina Halinárová Anastasiya Kuzmina Natália Prekopová Jana Gereková | Revezamento 4x5km | 1:13:15.8 | 0+2 1+9     | 13º              |

Masculino
| Atleta                                                      | Evento              | Final     | Final       | Final             |
| Atleta                                                      | Evento              | Tempo     | Penalidades | Posição           |
| ----------------------------------------------------------- | ------------------- | --------- | ----------- | ----------------- |
| Pavol Hurajt                                                | Velocidade          | 25:15.0   | 1 (0+1)     | 7º                |
| Pavol Hurajt                                                | Perseguição         | 35:12.8   | 3 (1+0+0+2) | 16º               |
| Pavol Hurajt                                                | Individual          | 49:39.0   | 1 (0+0+1+0) | 5º                |
| Pavol Hurajt                                                | Largada coletiva    | 35:52.3   | 0 (0+0+0+0) | Medalha de bronze |
| Marek Matiaško                                              | Velocidade          | 27:37.4   | 3 (1+2)     | 66º               |
| Marek Matiaško                                              | Individual          | 52:47.9   | 2 (0+1+0+1) | 33º               |
| Miroslav Matiaško                                           | Velocidade          | 28:15.9   | 4 (1+3)     | 76º               |
| Miroslav Matiaško                                           | Individual          | 53:29.2   | 3 (1+1+0+1) | 47º               |
| Dušan Šimočko                                               | Velocidade          | 28:11.4   | 3 (1+2)     | 75º               |
| Dušan Šimočko                                               | Individual          | 51:20.6   | 2 (0+0+2+0) | 18º               |
| Miroslav Matiaško Marek Matiaško Dušan Šimočko Pavol Hurajt | Revezamento 4x7,5km | 1:28:54.1 | 1+4 1+8     | 15º               |

### Bobsleigh
Masculino
| Atleta                                                        | Evento  | Final      | Final      | Final      | Final      | Final   | Final |
| Atleta                                                        | Evento  | 1ª corrida | 2ª corrida | 3ª corrida | 4ª corrida | Total   | Pos.  |
| ------------------------------------------------------------- | ------- | ---------- | ---------- | ---------- | ---------- | ------- | ----- |
| Milan Jagnešák Petr Nárovec                                   | Duplas  | 53.18      | 53.16      | 52.73      | 52.99      | 3:32.06 | 20º   |
| Milan Jagnešák Martin Tešovič Marcel Lopuchovský Petr Nárovec | Equipes | 55.25      | DNS        | DNS        | DNS        | DNS     | DNS   |

### Esqui alpino
Feminino
| Atleta            | Evento         | Corrida 1 | Corrida 2 | Total   | Pos. |
| ----------------- | -------------- | --------- | --------- | ------- | ---- |
| Jana Gantnerová   | Slalom         | 53.54     | 53.92     | 1:47.46 | 24º  |
| Jana Gantnerová   | Slalom gigante | 1:20.00   | 1:15.73   | 2:35.73 | 35º  |
| Veronika Zuzulová | Slalom         | 52.11     | 53.03     | 1:45.14 | 10º  |
| Veronika Zuzulová | Slalom gigante | 1:18.96   | DNS       | DNS     | DNS  |

Masculino
| Atleta            | Evento         | Corrida 1 | Corrida 2 | Total   | Pos. |
| ----------------- | -------------- | --------- | --------- | ------- | ---- |
| Jaroslav Babušiak | Downhill       |           |           | 1:59.99 | 52º  |
| Jaroslav Babušiak | Combinado      | DNF       | DNF       | DNF     | DNF  |
| Jaroslav Babušiak | Slalom         | 52.10     | 54.76     | 1:46.86 | 30º  |
| Jaroslav Babušiak | Slalom gigante | 1:22.22   | 1:24.90   | 2:47.12 | 44º  |
| Jaroslav Babušiak | Super-G        |           |           | 1:35.25 | 37º  |

### Esqui cross-country
Feminino
| Atleta            | Evento     | Qualificatória | Qualificatória | Quartas-de-final | Quartas-de-final | Semifinal   | Semifinal   | Final       | Final       |
| Atleta            | Evento     | Tempo          | Pos.           | Tempo            | Pos.             | Tempo       | Pos.        | Tempo       | Pos.        |
| ----------------- | ---------- | -------------- | -------------- | ---------------- | ---------------- | ----------- | ----------- | ----------- | ----------- |
| Alena Procházková | Velocidade | 3:46.16        | 16º            | 3:40.1           | 4º               | Não avançou | Não avançou | Não avançou | Não avançou |

Masculino
| Atleta                                                | Evento                 | Qualificatória | Qualificatória | Quartas-de-final | Quartas-de-final | Semifinal   | Semifinal   | Final       | Final       |
| Atleta                                                | Evento                 | Tempo          | Pos.           | Tempo            | Pos.             | Tempo       | Pos.        | Tempo       | Pos.        |
| ----------------------------------------------------- | ---------------------- | -------------- | -------------- | ---------------- | ---------------- | ----------- | ----------- | ----------- | ----------- |
| Martin Bajčičák                                       | 15 km livre            |                |                |                  |                  |             |             | 34:59.3     | 23º         |
| Martin Bajčičák                                       | Perseguição combinada  |                |                |                  |                  |             |             | 1:17:58.1   | 25º         |
| Martin Bajčičák                                       | Largada coletiva       |                |                |                  |                  |             |             | DNF         | DNF         |
| Ivan Bátory                                           | 15 km livre            |                |                |                  |                  |             |             | 35:38.1     | 40º         |
| Ivan Bátory                                           | Largada coletiva       |                |                |                  |                  |             |             | DNF         | DNF         |
| Michal Malák                                          | 15 km livre            |                |                |                  |                  |             |             | 36:22.8     | 54º         |
| Peter Mlynár                                          | Velocidade             | 3:55.76        | 57º            | Não avançou      | Não avançou      | Não avançou | Não avançou | Não avançou | Não avançou |
| Ivan Bátory Michal Malák                              | Velocidade por equipes |                |                |                  |                  | 19:07.5     | 7º          | Não avançou | Não avançou |
| Martin Bajčičák Ivan Bátory Michal Malák Peter Mlynár | Revezamento 4x10km     |                |                |                  |                  |             |             | 1:49:52.0   | 12º         |

### Hóquei no gelo
Feminino
| Equipe | Equipe | Fase de grupos                                     | Fase de grupos | Semifinal                            | Final                               | Pos. |
| Equipe | Equipe | Adversário e resultado                             | Pos.           | Adversário e resultado               | Adversário e resultado              | Pos. |
| --- | --- | -------------------------------------------------- | -------------- | ------------------------------------ | ----------------------------------- | ---- |
| Jana Budajová Monika Kvaková Zuzana Tomčíková Petra Babiaková Barbora Brémová Iveta Karafiátová Michaela Matejová Petra Országhová Edita Raková Natalie Babonyová Nikoleta Celárová | Janka Čulíková Nicol Čupková Anna Džurňáková Nikola Gápová Maria Herichová Petra Jurčová Jana Kapustová Zuzana Moravčíková Petra Pravlíková Martina Veličková | CAN Canadá D 0–18 SWE Suécia D 2–6 SUI Suíça D 2–5 | 4º (Gr. A)     | Classificação 5º-8º RUS Rússia D 2–4 | Disputa de 7º lugar CHN China D 1–3 | 8º   |

Masculino
| Equipe | Equipe | Fase de grupos                                               | Fase de grupos | Play-offs              | Quartas-de-final       | Semifinal              | Final                                   | Pos. |
| Equipe | Equipe | Adversário e resultado                                       | Pos.           | Adversário e resultado | Adversário e resultado | Adversário e resultado | Adversário e resultado                  | Pos. |
| --- | --- | ------------------------------------------------------------ | -------------- | ---------------------- | ---------------------- | ---------------------- | --------------------------------------- | ---- |
| Jaroslav Halák Peter Budaj Rastislav Staňa Zdeno Chára Ľubomír Višňovský Andrej Sekera Andrej Meszároš Milan Jurčina Martin Štrbák Ivan Baranka Marián Hossa Marián Gáborík | Pavol Demitra Michal Handzuš Ľuboš Bartečko Marcel Hossa Martin Cibák Tomáš Kopecký Žigmund Pálffy Branko Radivojevič Jozef Stümpel Miroslav Šatan Richard Zedník | CZE República Checa D 1–3 RUS Rússia V 2–1 LAT Letônia V 6–0 | 3º (Gr. B)     | NOR Noruega V 4–3      | SWE Suécia V 4–3       | CAN Canadá D 2–3       | Disputa pelo bronze FIN Finlândia D 3–5 | 4º   |

### Luge
Feminino
| Atleta            | Evento     | Final      | Final      | Final      | Final      | Final    | Final |
| Atleta            | Evento     | 1ª corrida | 2ª corrida | 3ª corrida | 4ª corrida | Total    | Pos.  |
| ----------------- | ---------- | ---------- | ---------- | ---------- | ---------- | -------- | ----- |
| Veronika Sabolová | Individual | 41.999     | 41.925     | 42.563     | 42.055     | 2:48.542 | 14º   |
| Jana Šišajová     | Individual | 42.297     | 42.172     | 42.529     | 48.101     | 2:55.099 | 27º   |

Masculino
| Atleta                     | Evento     | Final      | Final      | Final      | Final      | Final    | Final |
| Atleta                     | Evento     | 1ª corrida | 2ª corrida | 3ª corrida | 4ª corrida | Total    | Pos.  |
| -------------------------- | ---------- | ---------- | ---------- | ---------- | ---------- | -------- | ----- |
| Jozef Ninis                | Individual | 49.196     | 49.153     | 49.643     | 49.039     | 3:17.414 | 24º   |
| Ján Harniš Branislav Regec | Duplas     | 42.018     | 41.924     |            |            | 1:23.942 | 11º   |

### Patinação artística
| Atleta             | Evento              | Programa curto | Programa curto | Programa longo | Programa longo | Total       | Total       |
| Atleta             | Evento              | Pontos         | Pos.           | Pontos         | Pos.           | Pontos      | Pos.        |
| ------------------ | ------------------- | -------------- | -------------- | -------------- | -------------- | ----------- | ----------- |
| Ivana Reitmayerová | Individual feminino | 41.94          | 28º            | Não avançou    | Não avançou    | Não avançou | Não avançou |

### Salto de esqui
| Atleta       | Evento                  | Preliminar | Preliminar | 1ª rodada   | 1ª rodada   | Final       | Final       | Final       |
| Atleta       | Evento                  | Pontos     | Pos.       | Pontos      | Pos.        | Pontos      | Total       | Pos.        |
| ------------ | ----------------------- | ---------- | ---------- | ----------- | ----------- | ----------- | ----------- | ----------- |
| Tomáš Zmoray | Pista normal individual | 107.5      | 42º        | Não avançou | Não avançou | Não avançou | Não avançou | Não avançou |
| Tomáš Zmoray | Pista longa individual  | 100.6      | 40º        | 77.4        | 43º         | Não avançou | Não avançou | Não avançou |

Legenda
| Recorde mundial      | Recorde mundial (World record)               |                       | Recorde africano                      | Recorde africano (African) |                                           | Q | Classificado por posição (Qualified) |
| Recorde olímpico     | Recorde olímpico (Olympic record)            | Recorde da América    | Recorde da América (Americas)         | q                          | Classificado por melhor tempo (Qualified) |   |                                      |
| Melhor marca do ano  | Melhor marca do ano (World leading)          | Recorde asiático      | Recorde asiático (Asian)              | DNS                        | Não largou (Did not start)                |   |                                      |
| Recorde nacional     | Recorde nacional (National record)           | Recorde europeu       | Recorde europeu (European)            | DNF                        | Não terminou (Did not finish)             |   |                                      |
| Recorde pessoal      | Recorde pessoal do atleta (Personal best)    | Recorde da Oceania    | Recorde da Oceania (Oceania)          | DSQ / DQ                   | Desclassificado (Disqualified)            |   |                                      |
| Recorde da temporada | Recorde da temporada do atleta (Season best) | Recorde sul-americano | Recorde sul-americano (South America) | NM                         | Sem marca (No mark)                       |   |                                      |